# ویرجیلیو فلیچ لئوراتو
ویرجیلیو فلیچ لئوراتو (به ایتالیایی: Virgilio Felice Levratto) بازیکن فوتبال و اهل ایتالیا است که از سال ۱۹۲۴ میلادی عضو تیم ملی فوتبال ایتالیا بوده و در ۲۸ بازی ملی حضور داشته‌است. او در بازی‌های ملی‌اش ۱۱ گل به ثمر رساند.
ویرجیلیو فلیچ لئوراتو آخرین بازی ملی خود را در سال ۱۹۲۸ میلادی انجام داد.